# Andy Lawrence (Musiker)

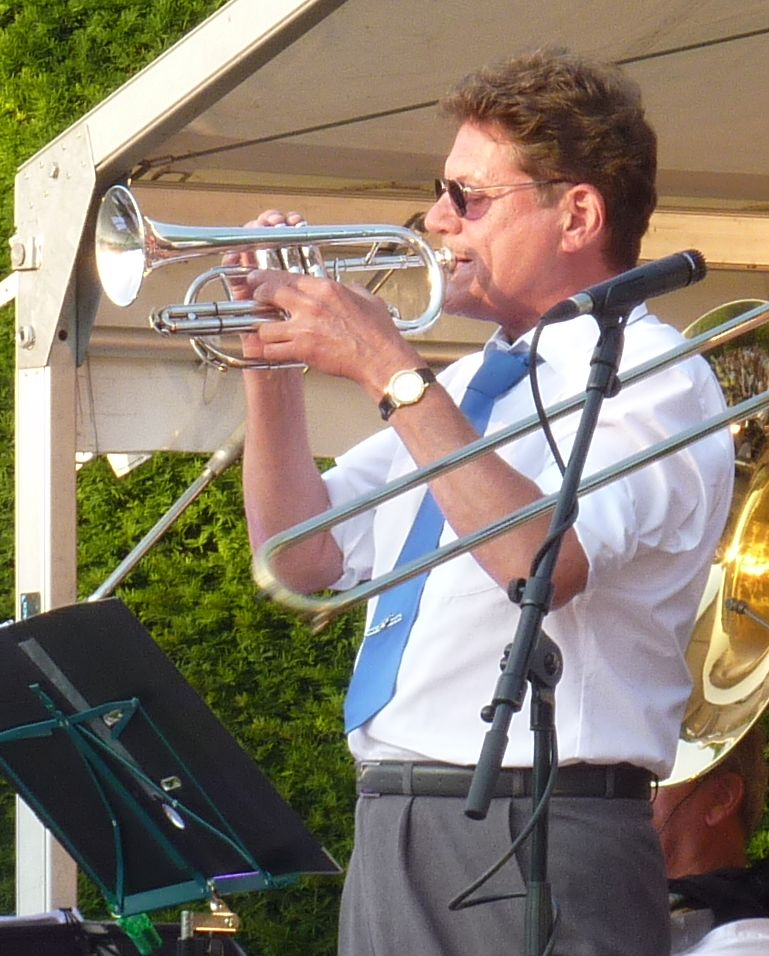
Andy Lawrence 2013

Andy Lawrence (* 2. November 1954 in Swindon) ist ein Komponist und Musiker aus Großbritannien.

## Leben
Andy Lawrence stammt aus einer Musikerfamilie. Er erhielt bereits als Elfjähriger bei Frank Goff vom Edinburgh Symphony Orchestra Trompetenunterricht. Im Alter von 17 Jahren spielte er bei der amerikanischen Soulband The Fantastics. Fünf Jahre lang tourte er mit der Roy Pellet Jazzband durch Europa und Asien, ehe er sich in West-Berlin niederließ. Dort war er freischaffender Künstler und Studiomusiker, arbeitete aber auch als Komponist und Arrangeur. 1984 zog er nach Baden-Württemberg, wo er die Blechbläser des Jugend Jazz Orchesters Baden-Württemberg unterrichtete. Lawrence wurde zum meistbeschäftigten Trompeter Süddeutschlands im traditionellen Stil und trat mit sämtlichen bekannteren süddeutschen Dixieland- und Jazzbands auf. Zeitweise leitete er eine eigene Big Band.
Andy Lawrence spielt Trompete, Kornett und Flügelhorn und tritt auch als Sänger auf.
Lawrence war bzw. ist Mitglied bei Lindfors' Swing Affairs, Frl. Mayer’s Hinterhausjazzer, der New Storyville Jazzband, der Louis Prima Revival Band, der Louis Armstrong Revival Band, Joe Wulf & his Orchestra, Simply Swing, Peter Bühr & his Flatfoot Stompers und The Chicagoans.